# Great Dunmow
Great Dunmow est une ville britannique située dans le comté d'Essex (Angleterre). Sa population était estimée à 8 830 habitants en 2011. Elle est située au Nord de la route A120 à environ 10 kilomètres de l'aéroport de Londres-Stansted.

## Jumelage
Great Dunmow est jumelée avec les villes suivantes :
- Dourdan en France